# Federacja Igrzysk Wspólnoty Narodów
Federacja Igrzysk Wspólnoty Narodów – międzynarodowa organizacja odpowiedzialna za organizowanie i kontrolę Igrzysk Wspólnoty Narodów oraz współpracę komitetów reprezentujących poszczególne państwa, dependencje i terytoria zależne należące do Wspólnoty Narodów.

## Historia
Po sukcesie I Igrzysk Imperium Brytyjskiego rozegranych w 1930 roku w kanadyjskim Hamilton, na spotkaniu reprezentantów z Wielkiej Brytanii, jej kolonii i terytoriów zamorskich; zdecydowano, że na wzór igrzysk olimpijskich, igrzyska Wspólnoty Narodów będą organizowane co cztery lata. Zdecydowano również, że musi powstać organizacja sportowa, która miałaby koordynować organizację igrzysk. W trakcie X Letnich Igrzysk Olimpijskich w 1932 roku powołano Federację Igrzysk Imperium Brytyjskiego. Federacja zmieniała nazwę trzykrotnie: w 1952 roku na Federację Igrzysk Imperium Brytyjskiego i Wspólnoty Brytyjskiej, w 1966 roku na Federację Igrzysk Brytyjskiej Wspólnoty Narodów i w 1974 roku na Federację Igrzysk Wspólnoty Narodów.

## Organizacja

### Zgromadzenie generalne
Zgromadzenie generalne (General Assembly) stanowi najwyższą władzę w Federacji. Delegaci na Zgromadzenie mają prawo do głosowania w sprawie decyzji ogólnych, w tym w wyborach miasta-gospodarza igrzysk. Zgromadzenie składa się z trzech lub więcej delegatów z każdej federacji krajowej, wicepatrona Federacji (Edward, książę Edynburga), wiceprzewodniczących Federacji i członków Rady Nadzorczej.
Sesje Zgromadzenia generalnego zwoływane są przez przewodniczącego Federacji, który ma jeden głos równy głosom przedstawicieli. Wicepatron, wiceprzewodniczący, członkowie Rady Nadzorczej, reprezentanci komitetu organizacyjnego i obserwatorzy zaproszeni przez przewodniczącego mągą wziąć czynny udział w debatach i obradach, jednak nie mają prawa głosu.

### Rada Nadzorcza
Rada Nadzorcza (Executive Board) jest reprezentantem federacji krajowych, wchodzących w skład Zgromadzenia generalnego, i ma prawo do przedstawiania ogólnych rezolucji, praw i ograniczeń, które zostają poddane głosowaniu. W skład rady nadzorczej wchodzą wicepatron, przewodniczący, szóstka delegatów z reprezentacji krajowych i szóstka wiceprzewodniczących reprezentujących sześć regionów: Europę, Ameryki, Azję, Afrykę, Australię i Karaiby. 
Członkowie Rady są wybierani bądź wskazywani, a ich kadencja trwa do roku po igrzyskach. Członkowie Rady mają prawo do re-elekcji bądź do ponownego wskazania na członka. 

### Odznaczenia
Federacja ma prawo do przyznawania Orderu Zasługi osobom zasłużonym dla Federacji i dla igrzysk Wspólnoty Narodów.

## Wybór miasta-gospodarza
Zgromadzenie generalne Federacji jest odpowiedzialne za wybór miasta-gospodarza igrzysk Wspólnoty Narodów na osiem lat przed igrzyskami. Proces wyborów rozpoczyna się przyjęciem kandydatur wstępnych i wizytacją miast. Na osiemnaście miesięcy przed wyborem Rada Nadzorcza zatwierdza ostateczny wybór kandydatur. Zgromadzenie generalne powierza organizację igrzysk wybranemu komitetowi organizacyjnemu i władzom kraju lub terytorium, w którą włącza się finansowanie i ochronę. Proces przygotowań jest monitorowany przez Federację.

## Przewodniczący
| No. | Imię i nazwisko                              | Kraj          | Początek kadencji | Koniec kadencji | Igrzyska |
| --- | -------------------------------------------- | ------------- | ----------------- | --------------- | --- |
| 1   | sir James Leigh-Wood, KBE, CB, CMG           | Anglia        | 1930              | 1938            | - Igrzyska Imperium Brytyjskiego 1930 - Igrzyska Imperium Brytyjskiego 1934 - Igrzyska Imperium Brytyjskiego 1938 |
| 2   | Baronet Arthur Porritt                       | Nowa Zelandia | 1950              | 1966            | - Igrzyska Imperium Brytyjskiego 1950 - Igrzyska Imperium Brytyjskiego i Wspólnoty Brytyjskiej 1954 - Igrzyska Imperium Brytyjskiego i Wspólnoty Brytyjskiej 1958 - Igrzyska Imperium Brytyjskiego i Wspólnoty Brytyjskiej 1962 - Igrzyska Imperium Brytyjskiego i Wspólnoty Brytyjskiej 1966 |
| 3   | sir Alex Ross                                | Nowa Zelandia | 1968              | 1982            | - Igrzyska Brytyjskiej Wspólnoty Narodów 1970 - Igrzyska Brytyjskiej Wspólnoty Narodów 1974 - Igrzyska Wspólnoty Narodów 1978 - Igrzyska Wspólnoty Narodów 1982 |
| 4   | sir Peter Heatly, CBE                        | Szkocja       | 1982              | 1990            | - Igrzyska Wspólnoty Narodów 1986 - Igrzyska Wspólnoty Narodów 1990 |
| 5   | Arnaldo de Oliveira Sales OBE, JP            | Hongkong      | 1994              | 1998            | - Igrzyska Wspólnoty Narodów 1994 |
| 6   | sir Michael Fennell OJ                       | Jamajka       | 1998              | 2011            | - Igrzyska Wspólnoty Narodów 1998 - Igrzyska Wspólnoty Narodów 2002 - Igrzyska Wspólnoty Narodów 2006 - Igrzyska Wspólnoty Narodów 2010 |
| 7   | Jego Królewska Mość Tunku Muda Serting Imran | Malezja       | 2011              | -               | - Igrzyska Wspólnoty Narodów 2014 - Igrzyska Wspólnoty Narodów 2018 |